# Carlos Elías
Carlos Elías Galliani (Callao, 23 de marzo de 1988) es un futbolista peruano. Juega como mediapunta y su equipo actual es AFE Cosmos  de la Copa Perú. Tiene 36 años.

## Trayectoria
Debutó con Alianza Lima y fue parte del equipo campeón en 2006.

### Sport Boys
Fue uno de los mejores jugadores de la Segunda División 2009, donde campeona con el Sport Boys.

### León de Huánuco
En 2011, afrontó la Copa Libertadores 2011 con el León de Huánuco, con el cual tuvo grandes actuaciones.

### Los Caimanes
En 2013, campeona en la segunda división peruana con Los Caimanes, anotando seis goles. 

### Academia Cantolao
Luego de salvarse del descenso con el Sport Boys, ficha por la Academia Cantolao.

### Alianza Universidad
Luego de dos años en la Academia Cantolao, en 2019, ficha por el recién ascendido Alianza Universidad.

### Alfonso Ugarte
En enero de 2020, Elías fichó por Alfonso Ugarte de Puno.

## Selección nacional
Ha sido internacional con la selección de fútbol del Perú en las categorías sub-17 y sub-20, con las que disputó la Copa Mundial de Fútbol Sub-17 de 2005, de Perú, y el Campeonato Sudamericano de Fútbol Sub-20 de 2007 en Paraguay.

## Clubes
| Club                | País | Año       |
| ------------------- | ---- | --------- |
| Alianza Lima        | Perú | 2006-2007 |
| Atlético Minero     | Perú | 2008      |
| Alianza Lima        | Perú | 2008      |
| Sport Boys          | Perú | 2009-2010 |
| León de Huánuco     | Perú | 2011      |
| Cienciano           | Perú | 2012      |
| Los Caimanes        | Perú | 2013      |
| Alianza Universidad | Perú | 2014-2015 |
| Sport Boys          | Perú | 2015-2016 |
| Academia Cantolao   | Perú | 2017-2018 |
| Alianza Universidad | Perú | 2019      |
| Alfonso Ugarte      | Perú | 2020-2021 |
| AFE Cosmos          | Perú | 2022      |

## Palmarés
| Título                 | Club         | País | Año  |
| ---------------------- | ------------ | ---- | ---- |
| Torneo Descentralizado | Alianza Lima | Perú | 2006 |
| Segunda división       | Sport Boys   | Perú | 2009 |
| Segunda división       | Los Caimanes | Perú | 2013 |